# Poa laxa
Poa laxa är en gräsart som beskrevs av Thaddeus Peregrinus Haenke. Poa laxa ingår i släktet gröen, och familjen gräs. IUCN kategoriserar arten globalt som starkt hotad. Inga underarter finns listade i Catalogue of Life.

## Bildgalleri

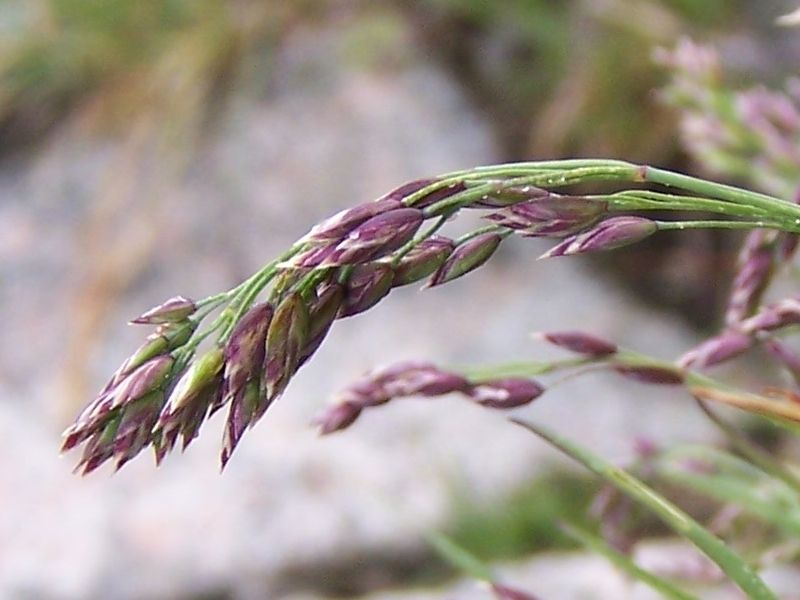
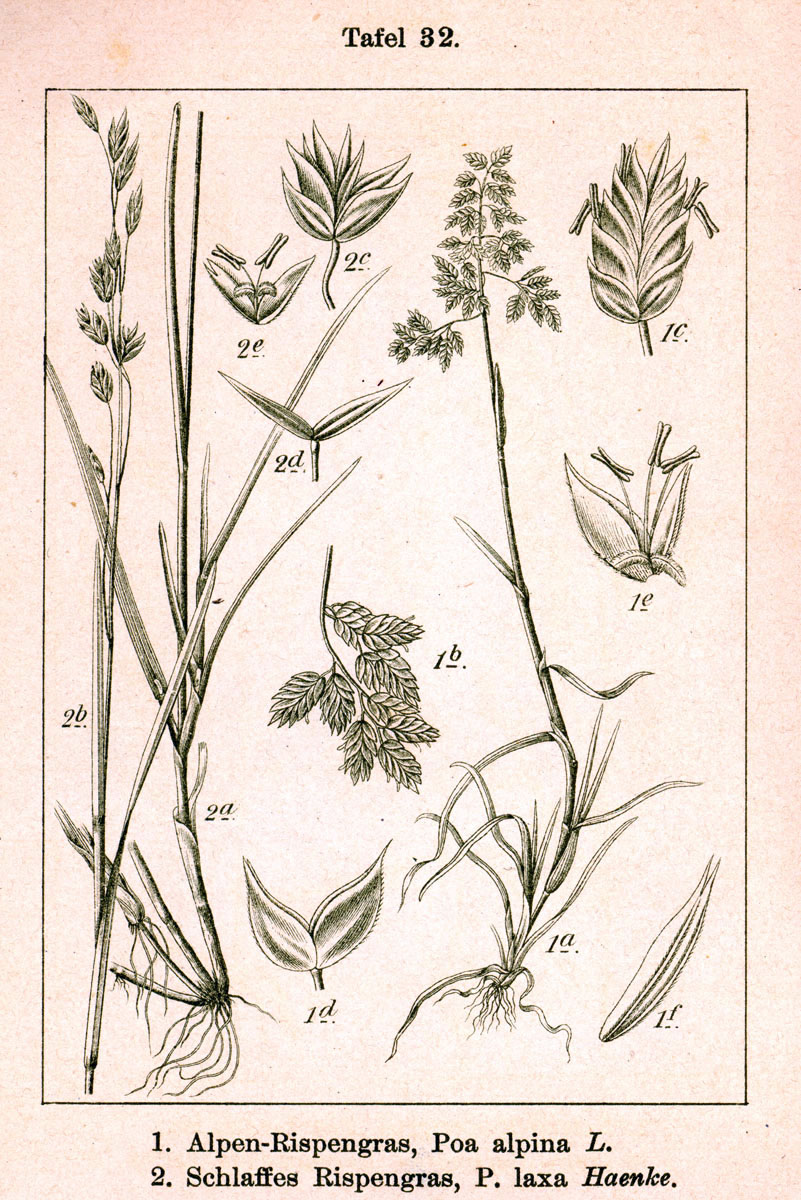